# Rassemblement pour une nouvelle société
 (mai 2016).
Si vous disposez d'ouvrages ou d'articles de référence ou si vous connaissez des sites web de qualité traitant du thème abordé ici, merci de compléter l'article en donnant les références utiles à sa vérifiabilité et en les liant à la section « Notes et références ».
Le Rassemblement pour une Nouvelle Société (RNS) est un parti politique de la République démocratique du Congo. Le parti est fondé en octobre 1996 à Washington D.C. aux États-Unis d'Amérique par Alafuele Kalala avec d'autres activistes congolais. Le président du parti est Alafuele M. Kalala. 
Le siège du parti à Kinshasa au Congo est au n˚ 1 bis, rue Lufu C, Bandalungwa à Kinshasa. Aux États-Unis, il est au 2401 Henslowe Drive, Potomac, MD 20854.